# Coup d'État de 1917 au Costa Rica

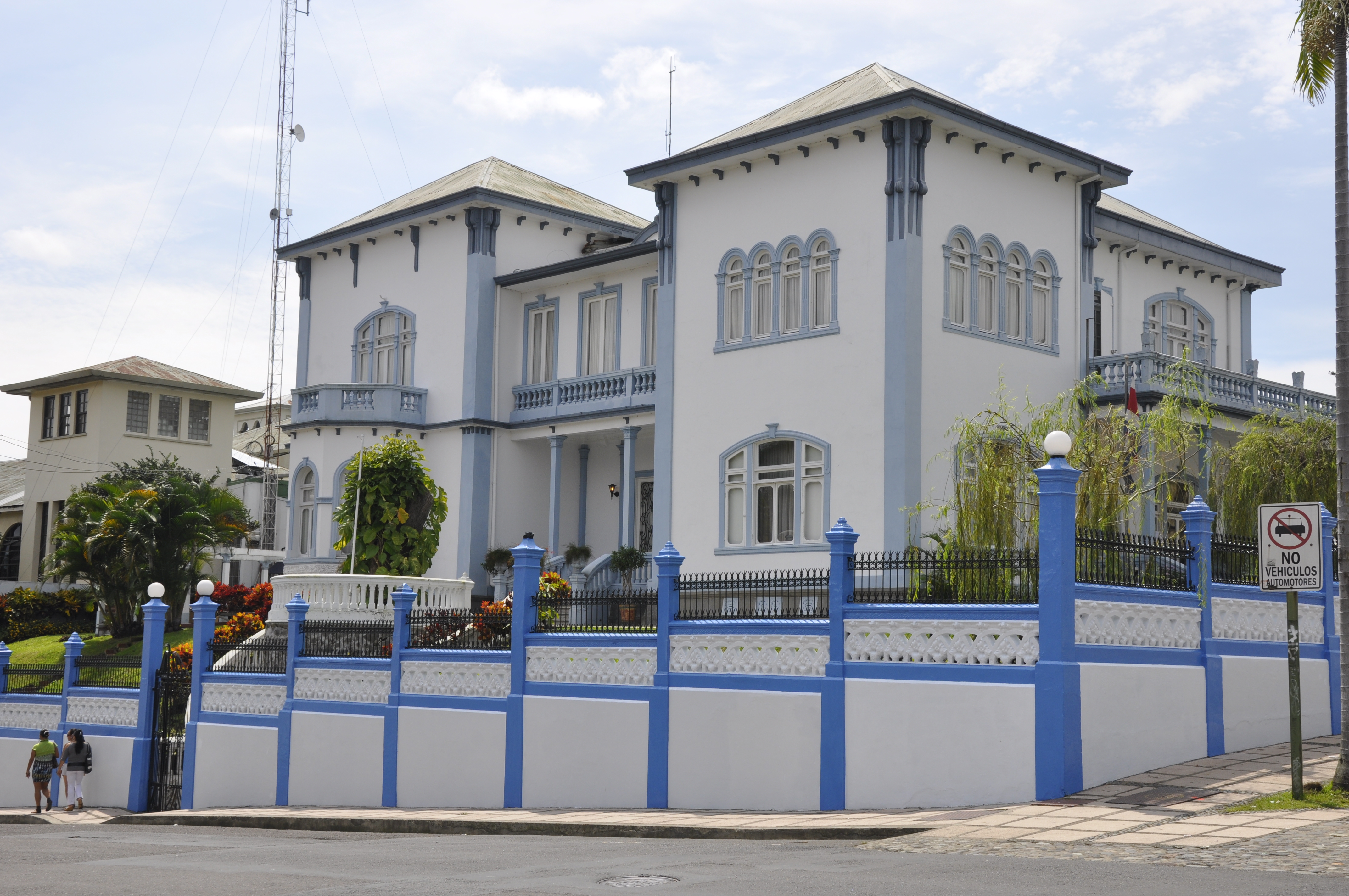
Le Château Bleu, alors siège du gouvernement.

Le coup d'État de 1917 au Costa Rica est un coup d'État survenu le 27 janvier 1917 qui fut une rupture de l'ordre constitutionnel dans la république du Costa Rica, où le président constitutionnel Alfredo González Flores fut renversé par son ministre de la Guerre et de la Marine Federico "Pelico". Tinoco et son frère et commandant de l'armée José Joaquín Tinoco. Le coup d'État a bénéficié du soutien de l'oligarchie costaricaine, principalement des banquiers et des producteurs de café, touchée par la réforme fiscale de González, en particulier une charge fiscale plus lourde pour le grand capital. Gonzalez ne bénéficiait pas du soutien populaire car il avait été nommé par le Congrès et non élu lors d'élections ouvertes.
Tinoco, en plus du soutien de l'oligarchie la plus conservatrice, avait le soutien de l'Église catholique, de l'armée (commandée par son frère), de personnalités politiques et intellectuelles importantes et de larges secteurs de la population, même si la brutalité répressive du régime minait peu à peu sa popularité. Le gouvernement américain du président Woodrow Wilson n’a pas reconnu Tinoco dans le cadre de sa politique de rejet des coups d'État en Amérique centrale afin de promouvoir la stabilité,.
Le régime a convoqué une élection présidentielle douteuse (en) avec Tinoco comme seul candidat et où l'opposition n'a pu se limiter qu'à appeler à l'abstention, ainsi qu'à convoquer des élections pour une assemblée constituante qui ont été presque entièrement remportées par les candidats du parti Peliquista, le parti au pouvoir de Tinoco (surnommé Pelico).
Cependant, la dictature de Tinoco (en) ne durera que deux ans. Son frère José Joaquín fut assassiné le 10 août 1919 et les forces rebelles étaient déjà entrées dans le pays avec plus ou moins de succès. Tinoco et sa famille immédiate ont quitté le pays deux jours après la mort de son frère. Les élections suivantes de 1919 (en) furent remportées par le chef de l'opposition anti-Tinoco Julio Acosta García avec une victoire écrasante. Ce fut la seule dictature de l'histoire du Costa Rica au cours du XXe siècle, bien qu'une junte de facto (en) de courte durée ait gouverné le pays pendant 18 mois après la guerre civile du Costa Rica de 1948.